# エイダ・ウォン
エイダ・ウォン (Ada Wong) は、カプコンのゲーム「バイオハザードシリーズ」に登場する架空の人物。
| 『バイオハザード』                                   | （以降、『1』）    |
| 『バイオハザード2』                                  | （以降、『2』）    |
| 『バイオハザード RE:2』                              | （以降、『RE:2』） |
| 『バイオハザード4』                                  | （以降、『4』）    |
| 『バイオハザード RE:4』                              | （以降、『RE:4』） |
| 『バイオハザード6』                                  | （以降、『6』）    |
| 『バイオハザード アンブレラ・クロニクルズ』          | （以降、『UC』）   |
| 『バイオハザード ダークサイド・クロニクルズ』        | （以降、『DC』）   |
| 『バイオハザード オペレーション・ラクーンシティ』    | （以降、『OR』）   |
| 『バイオハザード ダムネーション』                    | （以降、『DM』）   |
| 『バイオハザードV リトリビューション』               | （以降、『V』）    |
| 『バイオハザード: ウェルカム・トゥ・ラクーンシティ』 | （以降、『WTRC』） |

## 基本設定

### 公式プロフィール
- 年齢：推定24歳（1998年当時）[1]→30歳前後（2004年）→37歳前後（2011年）→39歳前後（2013年）
- 身長：不明
- 体重：不明
- 血液型：AB型[1]

素性や目的などすべてが謎に包まれている中華系の美女。「エイダ・ウォン」という名も偽名であり、本名は不明。その実態は、シリーズを通して物語に関わる企業「アンブレラ」と敵対関係にある企業「H.C.F.」に属する産業スパイとして暗躍し、常に冷静沈着かつ優秀な工作員である。
かつて、H.C.F.に元アンブレラ工作員アルバート・ウェスカーが所属していた時期には、（少なくとも直接連絡を取り合うシーンが描写されている『UC』では）彼から指令を受ける立場にあったが、『4』本編終了以降はウェスカーから離反している。
『4』『UC』などにおける使用体術は「旋風脚」「バックキック」と脚技を多用しており、『6』ではルチャリブレも使う。依頼内容によっては、バイオテロの原因となるt-ウィルスやG-ウィルス、プラーガのサンプルなどを入手してクライアントに渡しているものの、『6』ではゾンビに襲われる市民を助けたり、非人道的な研究を横行させていたカーラ・ラダメスに怒りを覚えたりするなど、バイオテロを引き起こすことに関しては否定的な考えを持つようである。

### 容姿
服装は、『2』ではイメージカラーの真紅のタイトなワンピースにダークブラウンのレギンスを着け、靴はハイヒールのパンプスを履いている。『4』では赤いチャイナドレスを着けているが、同作に収録のミニゲーム「THE MERCENARIES」では、この『2』時代の衣装に戦闘目的の実用的アクセサリーを多数取り付け、服自体も多少マイナーチェンジ（レギンスがパンストに変更など）されたアレンジコスチュームが用意されており、後に発売された『UC』『DC』での衣装はこのマーセナリーズ用コスチュームが反映されている。
また、『DC』のイベントムービーではその監督を務めた権藤秀和の趣向により、コンパクトレンズを使ってコーナー角を視認するほか、アンプル入りコンパクト（内側は1960年代風デザイン）やリップスティック型マイクロロケット弾といったスパイ道具を使いこなすなど、レトロなスパイイメージが投影されているシーンが多数存在する。
『3』のキャラクター別のエピローグ画面では、『2』のレオン裏編で負傷した腹部の傷跡が描写されている。
『4』本編では首元が洋風にアレンジされた深いサイドスリットの真紅のチャイナドレスを身に纏い、靴は以前と同じようなハイヒールのパンプスを履いている。スリットから覗かせている右脚には拳銃や小型ナイフ、通信機器を取り付けたホルスターを装着している。ムービーシーンの一部では、目眩まし用途の閃光を発する特殊なサングラスを使用している。隠しモードの「ADA THE SPY」では、黒を基調とした服装になっているほか、どちらの服装にも深紅の蝶があしらわれている。
『6』では髪型がボブカット寄りになり、黒革基調のパンツルックにロングブーツ、長手袋と露出を控えた様相だが、深紅のジャケットを着けており、開けた胸元にはネックレスを着けている。
『RE:2』では、『2』のままでは目立つという開発時の意見から当初はサングラスに明るめの茶色のコートという服装で登場し、途中からコートを脱いで『2』に準拠した服装になる。なお、開発当初は胸のサイズがスタッフの趣味で『2』より大きくされていたが、途中で修正されて落ち着いている。

### 趣味嗜好
『4』（PlayStation 2版・Wii版）に収録されている物語の裏側をエイダの視点でプレイするモード「the another order」では、寒村のとても衛生的とは言いがたい惨状を見るたび、自身の肌荒れを気にしていた。
『4』の村長ビトレス・メンデスの屋敷に所蔵されていた大量の学術書に高い関心を向け、「本には興味がある」と述べていることから、読書が好きなようである。また、ジェットスキーの鍵にテディベアのキーホルダーを付けるといった、可愛い物好きな趣向もある。
「ガサツな男」はタイプではないらしいほか、他人の身を挺した行動や強い意思に心を動かされ、ルイス・セラの経歴に「情熱」を感じて好感を抱くなど、およそ職業柄に向いていないとうかがえる一面を持つ。

### 人物関係
『6』における大統領補佐官を務めるディレック・C・シモンズとは、過去に幾度か接点を持つ機会があった。シモンズはエイダの実力を認めたうえで好感を抱き、彼女を意のままにしようと次々とオーダーを出していたが、エイダはシモンズをビジネス上のクライアントの1人としか見ておらず、それ以上の関係とはならなかった。後にシモンズがラクーンシティの「滅菌作戦」を決行するよう手を回していたことを知り、彼を危険視したエイダは関わりを断ち切り、離れることとなった。さらにそのことを受け入れられないシモンズが一方的な想いを向けてきたことに不快感を表し、完全に拒絶している。
アルバート・ウェスカーとはラクーンシティ事件の前後より手を組み、G-ウィルスの回収などのさまざまな任務を遂行している。その関係は2004年の南欧での事件頃まで続いていた。お互いに本当の意味での信頼関係や仲間意識などはなく、それぞれの目的のために上辺だけで手を組んでいたに過ぎなかったようである。また『6』で確認できる文章ファイルにて、2009年にクリス・レッドフィールドによってウェスカーが打倒され死亡したことを受け、悲しみこそはしなかったものの、強大な存在となっていた彼がこの世からいなくなってしまったことに対して多少の空虚な気持ちを抱いていたことをメモに綴っている。
レオン・S・ケネディとは、ラクーンシティでの邂逅以来、敵とも味方ともつかない距離を保ちつつ、さまざまな事件で関わりあい、利用したり共闘したり手助けするなど、特別な感情を抱いている。

## 経歴

### 『バイオハザード』
名前のみ登場。アンブレラに所属する研究員ジョンの手紙に、彼の恋人として記述されており、彼からは非常に愛されていた。物語開始以前、ウィリアム・バーキンの後任としてアークレイ研究所に赴任していたジョンに接触して恋人関係となり、それを利用して研究所に潜入する。t-ウィルスのデータをH.C.F.（組織名は後々の作品で判明したものであり、本作の発売当時はまだ不明）に流す役割を担っていたが、想定外のウイルス漏洩事故により任務は果たせなかった。

### 『バイオハザード2』・『ダークサイド・クロニクルズ』
先の任務中、ウィリアムが開発したG-ウィルスの情報を掴んだことにより、新たにそのサンプル入手の指令をH.C.Fで出会ったウェスカーから受け、ラクーンシティへ向かう。街の混乱に乗じて同市の警察署 (R.P.D.) へ潜入し、G-ウィルスの情報を持つ可能性を持つフリージャーナリストのベン・ベルトリッチを捜索していた最中、レオン・S・ケネディと出会う。
災厄の中、街から脱出しようともせずに落ち着き払ったその様子と、一般人とはかけ離れた技能を持つエイダを多少なり疑うレオンには、「恋人のジョンを探している」と述べる（『RE:2』では「アンブレラの不正を追っているFBI捜査官」と述べる）ことにより、疑いの目から逃れて行動を共にしていたが、協力するうちに他人のために自らの命をも賭ける生き様や強い正義感に心動かされ、想いを寄せていく。それに伴って心の脆さを露呈した末、レオン表編ではアネットによる銃撃、レオン裏編ではタイラントによる攻撃で瀕死の重傷を負い、想いを告げて口付けを交わすも爆発が迫る研究所の混乱を経て行方不明となる。この時点では死亡したと思われていたが、レオン/クレア裏編でタイラントと戦っていたレオン/クレアにエイダらしき人物がロケットランチャーを投げ渡しているうえ、『3』のエピローグで次の依頼に備えて傷を癒やしながらレオンを想って涙する様子が描かれ、生存が明示されることとなる。

### 『アンブレラ・クロニクルズ』
シナリオ「瀕死」に登場。『2』で負傷した後、行方不明になってからラクーンシティを脱出するまでの様子が描かれる。このシナリオでは衣服の所々が破れ、患部に包帯を巻いた風貌である。
本来の目的であったG-ウィルス（「G」の組織片）の入手に成功し、ホテル「Apple Inn」の一室にてウェスカーへ通信モニターを通して経緯を報告し（本来の連絡員は状況に絶望し、自殺していた）、その見返りとして与えられた脱出のための情報とフックショットを駆使しながら、アンブレラ親衛隊長のセルゲイ・ウラジミール大佐がアンブレラの総情報を司るマザーコンピュータ「レッド・クイーン」を街から運び出す際のヘリコプターに紛れ込み、生還を果たす。

### 『バイオハザード4』
ラクーンシティ壊滅から6年後の2004年、ウェスカーの命令で寄生体「プラーガ」の支配種サンプルを入手するために傭兵のジャック・クラウザーと共に、プラーガを悪用するロス・イルミナドス教団の根城となっているヨーロッパの辺境へ派遣される。本来ならばクラウザー単身で遂行するはずの任務だったが、教団内でのサンプル奪取が手詰まりになったことにより新たな要員として登用されたエイダは、現地協力員として教団内でプラーガ研究に従事していたルイスと接触する。ルイスの信頼を得ると同時に、第3勢力の介入により自身の目的をスムーズに達成するため、教団（クラウザー）に誘拐されていたアシュリー・グラハム（当時のアメリカ合衆国大統領の娘）の情報をアメリカに流す。
その後、アシュリーの行方を追って現地まで派遣されてきたレオンを偶然にも発見し、村長に襲われた彼を陰ながら援護した後、教団幹部のラモン・サラザールの古城にて接触するが、アメリカの政府関係者にしてラクーンシティの生き残りである彼の介入への懸念から、ウェスカーにはレオンの抹殺指令を下される。表立った反論はせず殺害の不要性を提言するも叶わず、指令内容が決した際には憂いを込めてレオンの名をつぶやくなど、彼を想う。指令実行を回避するためにも古城内で直接会うことを避けるが、目的地の孤島へモーターボートで送る、助言を記したメモを間接的に渡すなどのさまざまなサポートを経て、抹殺指令の事実上拒否から生じたクラウザーによる暗殺の妨害さえ行う。
目的であるサンプル自体は、物語の序盤から中盤にかけてルイスに協力させて入手する算段にしていたが、古城の中央ホールで受領する直前に彼が教祖のオズムンド・サドラーに殺害され、サンプルを奪われたことにより、それ以降はサドラーからの奪取を目論む。やがて、変わり果てたクラウザーを撃破した後は孤島のカプセル実験室でサドラーからレオンとアシュリーを遠ざけ、同時にサドラーの殺害を試みる。一度は倒してサンプルを手にするが、サドラーの死亡したふりを看破できずに油断し、捕縛されてしまう。その後、縄で吊るされていたところを鉄骨塔でサドラーと対峙する際のレオンに救助され、今度は怪物化したサドラーと戦闘中のレオンを援助すべく、鉄骨塔に偶然あった特殊弾搭載のロケットランチャー (RPG-7) を投げ渡し、サドラーを撃破させることに成功する。サドラーの死骸の傍らに残されたサンプルを奪い、その引き換えに脱出用ジェットスキーの鍵をレオンに渡すと、待機させていたヘリに搭乗して島を後にする。
『4』のPS2版やWii版には全5本の「ADA'S REPORT」が収録されており、エイダ自身の独白による考察や心情を視聴できる。それにより、エイダがウェスカーに届けたサンプルは支配種プラーガではないということが判明する。エイダはウェスカーに単なる従属種プラーガを送り付け、本物はH.C.Fの上層部に送り届けた。つまり、二重スパイであるエイダは当初から上層部の命令で行動しており、ウェスカーとの共謀は偽装であった。エイダがウェスカーの下に就いていたのは、彼個人の計画や周辺情報を探るためだった。この思惑にウェスカーは感づいていたものの、逆に泳がせることで上層部を探っていたらしいが、詳細は不明。エイダの裏切りに気付いていたかも、定かではない。
レオンについては、彼が一連の案件に介入し始めた時からエイダが独自に「物語の表側の主役」として配役していたらしく、彼に対してさまざまな助力（曰く「施し」）をしていたのもその一環であり、自身は目的のためにレオンのサポート役に徹することを語っている。また、レポート内では「常人離れの強運と非凡なセンス」「天賦の才能」「レオンの通る道に困難はあれど挫折はないと確信できる」など非常に高く評価しており、全面的に信頼している様子がうかがえる。

### 『バイオハザード ダムネーション』
南欧での任務から7年後の2011年。反政府ゲリラとの内戦で荒れる東スラブ共和国にBSAAの職員と偽称して登場し、戦場と化した街でレオンと再会する。
その目的は、ロス・イルミナドス教団以外で初めて培養に成功した支配種プラーガの回収であったが、東スラブ共和国の女性大統領スベトラーナ・ベリコバに看破され、彼女との格闘戦を経て地下研究所に監禁されるも脱出し、レオンとスベトラーナの私兵たちの戦闘に乗じて支配種プラーガを回収する。また、施設の自爆装置が起動した後にはタイラントたちによる追撃で危機に陥ったレオン（と反政府ゲリラのアレクサンドル・コザンチェンコ）の脱出を、ハッキングで陰から援助する。事態の収束後には先述の偽称を理由として国際指名手配を受けるが、モニター越しに会話するクライアントの男性（『6』に登場するシモンズであることがうかがえる）によってそれが取り消されると、不敵に微笑みながら支配種プラーガの引き渡しを拒否する。
本作での容姿は過去作品に準じたものであるが、CG技術の進歩によってレオンと同様に各パーツのディテールが、さらに細かくなっている。設定上では30代後半の年齢であるとは見えないほど若い顔の美貌や肌の露出度も高く、遭遇したレオンには久々に会えた深い仲の恋人を気取る言い回しで応じるほか、スベトラーナとの格闘戦では衣装の胸元を切られて胸の谷間や下着が一部露出するなど、性的な描写も盛り込まれている。また、その後に手首を拘束されて吊り下げられた状態で監禁された際には、自分を監禁する前に全裸にしなかったことを得意げにつぶやきながらパンプスの踵に内蔵されている小型ナイフを用い、脱出する姿が描かれている。
監督曰く「峰不二子を意識した」。

### 『バイオハザード6』
東欧スラブ共和国での事件から2年後の2013年。ネオアンブレラ所属のエイダ・ウォンとして登場。イドニア反政府軍の傭兵たちやクリス・レッドフィールドの部下の隊員たちを罠にはめてクリーチャーに変貌させるなど、過去作品までの言動から一変して冷酷非道な一面を見せる。しかし、欧州や中国でバイオテロを引き起こしていたエイダは偽者であり、その正体はC-ウィルスの実験によって彼女の姿となった科学者のカーラ・ラダメスである。区別として偽者のカーラは紫がかった青いドレスに赤いマフラー、本物のエイダは赤いジャケットを着用している。
『DM』での依頼主であるシモンズからエイダの情報を握っているとの連絡を受け、ネオアンブレラ・ジュアヴォに占拠された海軍の潜水艦へ潜入し、そこで半年前に自分が行ったことになっているウェスカーの息子のジェイク・ミューラーやウィリアムの娘のシェリー・バーキンに関する身に覚えのない指令と、カーラの演じるもう1人の自分の存在を知ることになる。シモンズに導かれるまま、トールオークスの教会の地下にある研究所へ潜入し、再会したレオンたちと協力して変異したデボラを倒した後、研究所にてカーラの秘密を知ったことで、これまで自分と通信していたシモンズはカーラが成りすましていたことを見抜き、決着をつけるべく行動を開始する。
潜入した中国でレオンやクリス、ジェイクたちを陰ながら助け、時に利用しながらカーラを追跡する。空母でカーラを追い詰めるが、シモンズのファミリーによる銃撃で致命傷を負った彼女は強化型C-ウィルスを自らに投与し、泥の塊のような姿に変異する。空母ごと飲み込まれそうになるものの、空母内でカーラと決着を付け、ヘリに乗って脱出する。
空母脱出後は「偽物の痕跡」を消すためにジュアヴォを退けつつ、カーラの研究室へ向かう。道中で三度レオンたちと再会し、変異したシモンズと対峙するレオンたちをヘリで上空から援護した後、クアッドタワーの屋上に脱出用ヘリを設置し、傍らにロケットランチャーや空母で手に入れたシモンズの犯行を証明するデータを残すなどの手助けをし、研究室へ向かう途中に再びシモンズに襲撃される。最初は単独で戦いを挑んでいたが、途中でレオンとヘレナ・ハーパーによる加勢を受け、一時はシモンズの攻撃に気を失ってしまうもレオンに庇われ、共闘の末にシモンズを退ける。レオンにはプレゼントを置いてきたことを告げるメールを送り、別れた後にカーラの研究室を訪れ、そこで彼女の素性やこれまでの生物兵器研究の過程を知る。怒りを覚えたエイダは、怒りに満ちた表情で銃を乱射してカーラの研究と痕跡のすべてを破壊し、これまでの因縁に決着を付ける。その直後に新たな依頼主からの依頼が舞い込み、長きに渡る「休暇」を終えて中国を後にする。
エイダ（カーラ）がサナギから生まれる映像を目撃したうえにエイダが死んだことを聞いて混乱するレオンには、聞こえない距離でつぶやき、悪戯心ゆえに最後まで真相を明かさなかった。また、中国で敵に追われるジェイクとシェリーを見つけた際にはそれぞれの親との因縁への皮肉を言いながらも援護し、さらに自分なりの気遣いを見せている。

『バイオハザード ヴィレッジ』でも、当初の構想ではエイダが登場する予定があったらしい。仮面をつけ、村でイーサンを救う謎の人物として登場する予定で、コンセプトアートやコンテなども残されているが、シナリオが改変される内に流れに合わなくなりボツになったという。

### 『バイオハザードV リトリビューション』
実写劇場版の内容であるため、上記ゲーム作品類とは別の設定である。
アンブレラ社を離反したウェスカーの指揮下で、レオンと共に主人公のアリス・アバーナシーを救出するチームの一員として登場。

## 主な使用武器
- ブローニングHP（『2』） - 操作中に装備できるものではなく、イベントのワンシーンで映るのみ。
- FN Five-seveN（『4』） - 「ADA THE SPY」「THE MERCENARIES」でパニッシャーの名称で登場、実銃と異なり9x19mmパラベラム弾に統一されている。
- スプリングフィールドXD（『4』『DC』） - 「the another order」で初期装備としてブラックテイルの名称で登場。
- ベレッタM93R（『UC』） - 「瀕死」のチャプターで初期装備として登場、3点バーストを搭載した高火力のハンドガン。
- モーゼルHSc（『RE:2』）- ブルームHcの名称で初期武装として登場。実銃とは異なり、弾薬は9x19mmパラベラム弾を使用し、装弾数は9発となっている。
- グロック17（『V』） - 実写映画での使用武器にして初期装備。
- H&K SL-8（『4』） - .223口径ライフル (セミオート)の名称で登場、本編のレオン同様スコープの脱着が可能。
- ステアーTMP（『4』） - マシンピストルの名称で登場、ただしストックの装着は無く腰だめでの射撃である。
- レミントンM870（『4』） - 12ゲージショットガンの名称で登場、ソードオフの仕様で腰だめでの射撃である。
- RDI ストライカー12（『UC』） - 『4』と同じ名称ショットガンSA（セミオート）で登場、ショットガンの中でも拡散範囲が広く連射も早い。
- クロスボウ（『4』『6』） - 『4』ではボウガンの名称で登場。普通の矢（『4』では無し）と火薬付き（『6』は爆弾付き）の矢があり、後述はマグナムハンドガンに勝るとも劣らない高威力を持っている。
- フックショット
  - 『4』以降から使用。主に長距離や高低差のある場所への移動手段として用いられており武器として用いることはないが、 「the another order」のゲーム開始前のムービーではワイヤーを戻す際に襲ってきた村人の足にワイヤーを引っ掛けて転倒させたり、映画では『V』で直接相手に刺して殺害する描写や相手を引き寄せる描写がある。
- EMFスキャナープロジェクター(『RE:2』）
- タクティカルナイフ(『RE:4 』）- レオンの初期装備のコンバットナイフと同じ性能を持つ。
- エリートナイフ(『RE:4 』）- 青い依頼書を全て達成すると入手できる隠しナイフ。初めから耐久値が無限になっている。

## 演じた人物

### 声優
Sally Cahill
- 『バイオハザード2』
- 『バイオハザード4』
- 『バイオハザード ダークサイド・クロニクルズ』
- 『バイオハザードV リトリビューション』英語版の吹き替え

水谷優子
- 『バイオハザード2』ドラマCD

Megan Hollingshead
- 『バイオハザード アンブレラ・クロニクルズ』

Courtenay Taylor
- 『バイオハザード6』
- 『バイオハザード オペレーション・ラクーンシティ』
- 『バイオハザード ダムネーション』
- 『TEPPEN』

Jolene Anderson
- 『バイオハザード RE:2』英語ボイス

Olivia Nicosia
- 『バイオハザード RE:2』フランス語ボイス
- 『バイオハザード RE:4』フランス語ボイス

Patrizia Scianca
- 『バイオハザード RE:2』イタリア語ボイス

Sabina Godec
- 『バイオハザード RE:2』ドイツ語ボイス
- 『バイオハザード RE:4』ドイツ語ボイス

Conchi López
- 『バイオハザード RE:2』スペイン語ボイス
- 『バイオハザード RE:4』スペイン語ボイス

黃鶯（フアン・イン）
- 『バイオハザード RE:2』北京語ボイス
- 『バイオハザード RE:4』北京語ボイス

リリー・ガオ
- 『バイオハザード RE:4』英語ボイス

Elena Mancuso
- 『バイオハザード RE:4』イタリア語ボイス

Paola Molinari
- 『バイオハザード RE:4』ブラポル語ボイス

Aliya Nasyrova
- 『バイオハザード RE:4』ロシア語ボイス

皆川純子
- 『バイオハザード6』
- 『バイオハザード オペレーション・ラクーンシティ』
- 『バイオハザード ダムネーション』
- 『バイオハザードV リトリビューション』テレビ朝日版
- 『PROJECT X ZONE 2:BRAVE NEW WORLD』
- 『バイオハザード RE:2』
- 『TEPPEN』
- 『バイオハザード RE:4』

岡本麻弥
- 『バイオハザードV リトリビューション』劇場公開・ソフト版

田中理恵
- 『バイオハザード: ウェルカム・トゥ・ラクーンシティ』

### 女優
李冰冰
- 『バイオハザードV リトリビューション』

Adriana
- 『バイオハザード RE:2』

リリー・ガオ
- 『バイオハザード: ウェルカム・トゥ・ラクーンシティ』

## その他の登場作品
- 『鬼武者Soul』
  - カプコンヒロインズとして武将となって登場。
- 『PROJECT X ZONE 2:BRAVE NEW WORLD』
  - イベント専用キャラクターとして登場。
- 『TEPPEN』
  - カプコンの各キャラクターが異世界で戦うという設定で、主要登場人物（ヒーロー）として登場[5]。
- Dead by Daylight